# بازوايا
بازوايا هي مدينة تقع في الضواحي الشرقية لمدينة الموصل ضمن محافظة نينوى تتبع القرية إلى ناحية بعشيقة ضمن قضاء الموصل اغلب السكان من الشبك ويتكلمون اللغة الشبكية، ويبلغ عدد سكان القرية حوالي 25,000 نسمة وتعد من أكبر القرى في منطقة سهل نينوى، يحدها من الجنوب كل من طهراوه قرية طبرق زيارة وشرقاً طهراوه وخزنه طابا وغرباً كوكجلي.

## السكان
يدين سكان القرية بالدين الإسلامي، يوجد في القرية خمس جوامع . يوجد مزار  باسم مقام  العباس عليها السلام، بزعم مرور الإمام العباس من هذا المكان لكن الدلائل العقلية والتاريخية لا تؤكد ذلك، كما أن تاريخ وجود المقام ليس قديما.

## المناخ
مناخ قرية بازوايا هي جزء من مناخ البحر المتوسط الذي يتميز بشتاء ممطر وبارد وصيف حار وجاف، ويتباين معدل سقوط الأمطار من سنة إلى أخرى وكثيراً ما تعاني القرية من جفاف نتيجة قلة تساقط الإمطار.

## الزراعة
بازوايا هي منطقة زراعية ذات تربة خصبة يستغل معظم الأراضي الزراعية في زراعة محصولي القمح والشعير التي تعتمد على مياه الأمطار (الزراعة الديمية)، وبسبب عدم توفر مصادر مياه بديلة ادى ذلك إلى عدم نجاح زراعة محاصيل زراعية أخرى فالمياه الجوفية تحتوي على نسبة كبيرة من الكبريت إضافة إلى وجود الاملاح لان الطبيعة الجيولوجية للمنطقة ذات صخور كبريتية جبسية، إضافة إلى قطع مشروع ماء السلامية من قبل الكرد الهركية والمياه الجوفية المالحة في معظم مناطق القرية. وفي السنوات الاخيرة ازداد التوسع العمراني على حساب الأراضي الزراعية وعدم وجود تخطيط منظم من قبل الدولة إضافة إلى اعتماد سكان القرية على التجارة ونقل المنتوجات النفطية بشكل واسع كل هذه العوامل ادت إلى تدهور الزراعة في بازوايا. تعرض معظم سكان القرية إلى التهجير في النهاية الثمانينات من القرن الماضي وأُصدر العفو عنهم لاحقا من قبل النظام البائد برئاسة صدام حسين، اجتاح تنظيم الدولة الإسلامية محافظة نينوى في 10 حزيران 2014 وانسحب الجيش فبقيت القرية تحت سيطرة البيشمركة الكردية لمدة شهرين تقريبا ثم اجتاح القرية تنظيم الدولة الإسلامية في 7 أب أغسطس 2014 فنزح سكان القرية إلى كردستان العراق وقسم منهم إلى جنوب العراق ونهبت القرية، أستعادت الحكومة السيطرة على القرية إثر عملية عسكرية شارك فيها جهاز مكافحة الإرهاب العراقي في 31 تشرين الأول 2016.

## النقل
تمتلك القرية  أكبر أسطول للنقل البري داخل العراق وخارجه والمتكون من آلاف الشاحنات لنقل البضائع والمنتوجات النفطية